# 弹出式广告
彈出式廣告（Pop-up ad）是全球資訊網（WWW）上的一種線上廣告形式，意圖透過廣告來增加網站流量或取得電郵地址。它透過用戶在進入網頁時，自動開啟一個新的瀏覽器視窗，以吸引讀者直接到相關網址瀏覽，從而收到宣傳之效。這些廣告一般都透過網頁的JavaScript指令來啟動，但亦有透過其他形式啟動的。
由於現時彈出式廣告的過份泛濫，很多浏览器或者浏览器组件也加入了拦截弹出式窗口的功能，以屏蔽这样的广告。
彈出式廣告不一定會在瀏覽器的最上層出現，有部份彈出式廣告刻意的把自己安排在視窗的最底層，或把自己縮小隱藏，意圖在用戶不為意的情況下搜集用戶的上網行為或下載及安裝未經用戶許可的軟件或插件。這種行為，大多數用戶都認為已屬於滋擾性。

## 背景
彈出式廣告於1990年代末由當時的網頁寄存服務商Tripod的員工伊桑·祖克曼發明，此網站的主要收入來源來自網頁上的横幅式广告。當時有用戶投訴其頁面出現了色情广告，於是祖克曼提出了解決方案，編寫代碼讓本來的横幅式广告在新視窗中顯示，成為世上第一批彈出式廣告。然而，祖克曼在2014年曾經在《大西洋月刊》上發表文章，為自己的發明後悔。
對於早期依靠廣告來支援的網站來說，網站上的廣告条的確可以為網站提供足夠的利用去維持。不過，在科網股泡沫爆破之後，廣告条的点击率不斷下降，以致依靠廣告条帶來的廣告收入銳減。不少廣告商開始研發更有效的廣告方法。弹出式广告同時利用了兩項針對用戶行為的模式而設計：一來，弹出式广告必定是瀏覽器最前方的窗口，所以不論用戶看或不想看，都必須手動去把它關閉；二來人類天生對移動的物件較為吸引，弹出式广告能有效吸引用戶的眼球。基於這兩個原因，廣告商聲稱弹出式广告比傳統的廣告更為有效，因為他們較難去忽略。而結果亦顯示，弹出式广告的点击率亦比傳統廣告条為高。

## 弹出广告的种类
一种弹窗形式被稱為“鼠标陷阱”（mousetrapping），它使用一个网页或广告遮住整个屏幕，没有任何菜单或按钮可以让用户关闭这个窗口。这个问题主要影响IE浏览器的用户。解决该问题的一个方法是使用Ctrl、Alt、Del或者Ctrl、Shift、Esc（Windows2000以及以上系统）调出任务管理器来结束进程，但这也会将与弹窗无关的窗口关闭。更好的方法是使用Alt、F4组合键关闭当前窗口，因为弹出的窗口总是在最前端。除了网页浏览器会弹出广告，一些间谍软件和广告软件也会弹出广告窗口。

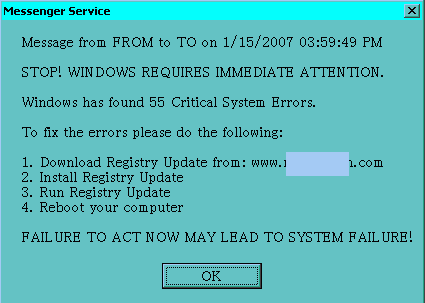
1个2007年的信使服务的广告

有一种垃圾消息广告通过部分版本的Windows操作系统内置的信使服务来传播。这类广告出现时就像系统的对话框，上面出现的文字往往把人们引导到一个网站。在Windows XP SP2中，信使服务默认是关闭的，因此不会受到滋扰，Windows Vista等更新的操作系统则没有信使服务，所以也不会受到滋扰。随着这些操作系统的流行，这种广告正变得稀少起来，正像当初它们泛滥时那样。

## 屏蔽弹出广告的软件
- Opera是第一款开发出屏蔽弹窗工具的主流浏览器，Mozilla浏览器也通过改进出现类似的功能，但仅能屏蔽载入页面时弹出的子页面。早在2000年，除了IE的其他所有主流浏览器都几乎完全允许用户屏蔽他们不想看到的弹窗。2004年，微软发布了Windows XP SP2补丁，为IE添加了弹窗阻止功能。[10]然而，很多用户没有意识到这项功能，或者干脆不用它。另外有许多用户不会使用这项功能，就像他们不安装SP2补丁而使用老版本的操作系统。现在许多浏览器都附加弹出窗口阻止工具，第三方工具都倾向于包含比如广告过滤这样的功能，但过滤广告会面临法律诉讼，甚至败诉的可能性[11]。
- Adblock Plus：一款浏览器插件，现已支援Mozilla Firefox、Google Chrome、Internet Explorer、Opera、Safari和Android。

## 弹窗屏蔽的问题和非广告弹窗
Cyworld是韩国最大的网络社区之一，拥有约1100万用户，每个用户都有一个预先设计好的相同大小的个人主页，当然，用户也可以自己更改。用户的个人主页，从技术角度来说，是以弹窗的形式出现的，它比通常的窗口略小。在Windows XP SP2补丁发布以后，Cyworld在其主页向一千万用户解释如何解除弹窗屏蔽。

## 绕过弹窗屏蔽
广告发布者也在继续寻找新的途径来绕过现有的限制。最新的广告使用大量的动画和圈套，其他的则使用HTML来让广告出现在屏幕最前端。有一种形式的广告结合了弹窗和广告条的元素即在附加在网页之上的一个透明的层里面放置Flash动画。这些动画链接到广告主的网页。这种新的广告形式增加了广告的点击率，因为它嵌入到Flash里面，屏蔽它们比较困难。大多数程序都会把他们作为网页内容的一部分。通过内容样式表（CSS）或第三方插件（如Adblock）可以清除这些广告。
另一方面，漂浮广告和DHTML弹窗基于浏览器的Javascript特性。某些广告利用Javascript来创建DCOM对象元素，这些对象元素被组织成一个使用CSS样式表和位置属性来控制广告的系统。这样就能制造出像窗口那样的可视效果，而老式可以被屏蔽的弹窗是不具备这些效果的。这项技术和创建弹窗的途径看起来似乎是最棘手的，因为它完全就像正常的HTML或DHTML文本内容。虽然通过禁用Javascript可以屏蔽这些广告，但是，也会严重削弱浏览器的功能。

## 外部連結
- Pop-up Test - a site for testing how well your pop-up blocking software works (does not test flash and noscript popups)
- Free Pop Up Blocker （页面存档备份，存于） - lists several free pop up blocker add-ons

- 尼奧寵物：廣告多多遊戲，一個教導小朋友正確處理弹出式广告的遊戲。